# Volta a Cataluña 1990
La Volta a Cataluña de 1990 fue la 70.ª edición de la Volta a Cataluña. Se disputó en 7 etapas del 7 al 13 de septiembre de 1990 con un total de 1059,5 km. El vencedor final fue el español Laudelino Cubino del equipo BH-Amaya por ante Marino Lejarreta de la ONCE, y de Pedro Delgado del Banesto.
La tercera y la séptima etapa estaban divididas en dos sectores.
El primer sector de la tercera etapa no se pudo diputar por culpa de unas explosiones cerca de la refinería de Repsol. Se sospechó de un atentado terrorista por parte de ETA o los GRAPO.
Miguel Induráin, uno de los principales favoritos al triunfo final, cayó, por culpa de la lluvia, y se rompió la clavícula. Con el triunfo final, Laudelino Cubino, conseguía una de las principales victorias de su carrera profesional.

## Etapas
| Etapa | Fecha            | Ciudades de etapa           | km    | Vencedor de la etapa | Líder de la general |
| ----- | ---------------- | --------------------------- | ----- | -------------------- | ------------------- |
| 1.ª   | 7 de septiembre  | Barcelona – Montjuic        | 168,1 | Malcolm Elliott      | Malcolm Elliott     |
| 2.ª   | 8 de septiembre  | San Sadurní de Noya – Salou | 170,8 | Mathieu Hermans      | Alfonso Gutiérrez   |
| 3.ª A | 9 de septiembre  | Salou – Tarragona (CRE)     | 12,5  | Suspendida           | Alfonso Gutiérrez   |
| 3.ª B | 9 de septiembre  | Tarragona – Lérida          | 110,2 | Malcolm Elliott      | Alfonso Gutiérrez   |
| 4.ª   | 10 de septiembre | Lérida - Port del Comte     | 158,7 | Jesús Montoya        | Laudelino Cubino    |
| 5.ª   | 11 de septiembre | Port del Comte - Manlleu    | 169,6 | Iñaki Gastón         | Laudelino Cubino    |
| 6.ª   | 12 de septiembre | Manlleu – Playa de Aro      | 166,2 | Marco Lietti         | Laudelino Cubino    |
| 7.ª A | 13 de septiembre | Palamós – Palafrugell (CRI) | 29,1  | Erik Breukink        | Laudelino Cubino    |
| 7.ª B | 13 de septiembre | Palafrugell – Gerona        | 74,3  | Per Pedersen         | Laudelino Cubino    |

### 1.ª etapa[4]
07-09-1990: Barcelona – Montjuic, 168,1 km.:
|   | Ciclista        | Equipo              | Tiempo     |
| - | --------------- | ------------------- | ---------- |
| 1 | Malcolm Elliott | Teka                | 4h 18' 33" |
| 2 | Allan Peiper    | Panasonic-Sportlife | m. t.      |
| 3 | Casimiro Moreda | CLAS-Cajastur       | m. t.      |

|   | Ciclista        | Equipo              | Tiempo     |
| - | --------------- | ------------------- | ---------- |
| 1 | Malcolm Elliott | Teka                | 4h 18' 33" |
| 2 | Allan Peiper    | Panasonic-Sportlife | m. t.      |
| 3 | Casimiro Moreda | CLAS-Cajastur       | m. t.      |

### 2.ª etapa[3]
08-09-1990: San Sadurní de Noya – Salou, 170,8 km.:
|   | Ciclista        | Equipo              | Tiempo     |
| - | --------------- | ------------------- | ---------- |
| 1 | Mathieu Hermans | Seur                | 3h 47' 47" |
| 2 | Guido Bontempi  | Carrera             | m. t.      |
| 3 | Eddy Planckaert | Panasonic-Sportlife | m. t.      |

|   | Ciclista            | Equipo           | Tiempo     |
| - | ------------------- | ---------------- | ---------- |
| 1 | Alfonso Gutiérrez   | BH-Amaya Seguros | 8h 06' 20" |
| 2 | José Luis Rodríguez | Seur             | m. t.      |
| 3 | Casimiro Moreda     | CLAS-Cajastur    | m. t.      |

### 3.ª etapa[5]
09-09-1990: Salou – Tarragona, 110,2 km. (CRE):
Suspendida

### 3.ª etapa B
09-09-1990: Tarragona – Lérida, 110,2 km. :
|   | Ciclista          | Equipo           | Tiempo     |
| - | ----------------- | ---------------- | ---------- |
| 1 | Malcolm Elliott   | Teka             | 4h 40' 44" |
| 2 | Casimiro Moreda   | CLAS-Cajastur    | m. t.      |
| 3 | Alfonso Gutiérrez | BH-Amaya Seguros | m. t.      |

|   | Ciclista            | Equipo           | Tiempo      |
| - | ------------------- | ---------------- | ----------- |
| 1 | Alfonso Gutiérrez   | BH-Amaya Seguros | 10h 47' 04" |
| 2 | Casimiro Moreda     | CLAS-Cajastur    | m. t.       |
| 3 | José Luis Rodríguez | Seur             | m. t.       |

### 4.ª etapa[6]
10-09-1990: Lérida - Port del Comte, 158,7 km.:
|   | Ciclista         | Equipo   | Tiempo     |
| - | ---------------- | -------- | ---------- |
| 1 | Jesús Montoya    | BH-Amaya | 4h 05' 30" |
| 2 | Laudelino Cubino | BH-Amaya | m. t.      |
| 3 | Pedro Delgado    | Banesto  | + 6"       |

|   | Ciclista         | Equipo        | Tiempo      |
| - | ---------------- | ------------- | ----------- |
| 1 | Laudelino Cubino | BH-Amaya      | 15h 19' 04" |
| 2 | Marino Lejarreta | ONCE          | + 26"       |
| 3 | Iñaki Gastón     | CLAS-Cajastur | m. t.       |

### 5.ª etapa[7]
11-09-1990: Port del Comte - Manlleu, 169,6 km. :
|   | Ciclista         | Equipo        | Tiempo     |
| - | ---------------- | ------------- | ---------- |
| 1 | Iñaki Gastón     | CLAS-Cajastur | 4h 15' 02" |
| 2 | Marino Lejarreta | ONCE          | m. t.      |
| 3 | Laudelino Cubino | BH-Amaya      | m. t.      |

|   | Ciclista         | Equipo        | Tiempo      |
| - | ---------------- | ------------- | ----------- |
| 1 | Laudelino Cubino | BH-Amaya      | 19h 34' 06" |
| 2 | Marino Lejarreta | ONCE          | + 26"       |
| 3 | Iñaki Gastón     | CLAS-Cajastur | m. t.       |

### 6.ª etapa[8]
12-09-1990: Manlleu – Playa de Aro, 166,2 km.:
|   | Ciclista               | Equipo   | Tiempo     |
| - | ---------------------- | -------- | ---------- |
| 1 | Marco Lietti           | Ariostea | 4h 01' 24" |
| 2 | Melcior Mauri          | ONCE     | m. t.      |
| 3 | Alberto Leanizbarrutia | Teka     | m. t.      |

|   | Ciclista         | Equipo        | Tiempo      |
| - | ---------------- | ------------- | ----------- |
| 1 | Laudelino Cubino | BH-Amaya      | 23h 36' 54" |
| 2 | Marino Lejarreta | ONCE          | + 26"       |
| 3 | Iñaki Gastón     | CLAS-Cajastur | m. t.       |

### 7.ª etapa[9]
13-09-1990: Palamós – Palafrugell, 29,1 km. (CRI):
| Resultado de la 7ª etapa A \| \| Ciclista \| Equipo \| Tiempo \| \| - \| ---------------- \| ------------- \| ------- \| \| 1 \| Erik Breukink \| Carrera \| 37' 12" \| \| 2 \| Marino Lejarreta \| ONCE \| + 12" \| \| 3 \| Federico Etxabe \| CLAS-Cajastur \| + 14" \| |                  |               |         |
| | Ciclista         | Equipo        | Tiempo  |
| 1 | Erik Breukink    | Carrera       | 37' 12" |
| 2 | Marino Lejarreta | ONCE          | + 12"   |
| 3 | Federico Etxabe  | CLAS-Cajastur | + 14"   |

### 7.ª etapa B
13-09-1990: Palafrugell – Gerona, 74,3 km.:
|   | Ciclista            | Equipo          | Tiempo     |
| - | ------------------- | --------------- | ---------- |
| 1 | Per Pedersen        | R.M.O.          | 1h 48' 20" |
| 2 | Jos van Aert        | PDM             | + 04"      |
| 3 | Antonio Miguel Díaz | Kelme-Ibexpress | + 09"      |

|   | Ciclista         | Equipo   | Tiempo      |
| - | ---------------- | -------- | ----------- |
| 1 | Laudelino Cubino | BH-Amaya | 26h 08' 31" |
| 2 | Marino Lejarreta | ONCE     | + 04"       |
| 3 | Pedro Delgado    | Banesto  | + 26"       |

## Clasificación General
|    | Ciclista              | Equipo           | Tiempo      |
| -- | --------------------- | ---------------- | ----------- |
|    | Laudelino Cubino      | BH-Amaya         | 26h 08' 31" |
| 2  | Marino Lejarreta      | ONCE             | + 04"       |
| 3  | Pedro Delgado         | Banesto          | + 26"       |
| 4  | Iñaki Gastón          | CLAS-Cajastur    | + 37"       |
| 5  | Federico Etxabe       | CLAS-Cajastur    | + 1' 36"    |
| 6  | Enrique Aja           | Teka             | + 2' 18"    |
| 7  | Óscar de Jesús Vargas | Postobón         | + 2' 30"    |
| 8  | Jesús Montoya         | BH-Amaya         | + 3' 07"    |
| 9  | Sean Kelly            | PDM              | + 3' 32"    |
| 10 | Edgar Corredor        | Café de Colombia | + 5' 00"    |

## Clasificaciones secundarias
|   | Ciclista            | Equipo   | Puntos    |
| - | ------------------- | -------- | --------- |
| 1 | Thierry Claveyrolat | R.M.O.   | 32 puntos |
| 2 | Pedro Delgado       | Banesto  | 28 puntos |
| 3 | Laudelino Cubino    | BH-Amaya | 25 puntos |

|   | Ciclista              | Equipo         | Puntos    |
| - | --------------------- | -------------- | --------- |
| 1 | Miguel Ángel Iglesias | Puertas Mavisa | 14 puntos |
| 2 | Marco Lietti          | Ariostea       | 9 puntos  |
| 3 | Dante Rezze           | R.M.O.         | 6 puntos  |

|   | Ciclista         | Equipo        | Puntos    |
| - | ---------------- | ------------- | --------- |
| 1 | Marino Lejarreta | ONCE          | 67 puntos |
| 2 | Malcolm Elliott  | Teka          | 62 puntos |
| 3 | Iñaki Gastón     | CLAS-Cajastur | 53 puntos |

|   | Equipo   | Nacionalidad | Tiempo      |
| - | -------- | ------------ | ----------- |
| 1 | BH-Amaya | España       | 78h 39' 49" |
| 2 | Postobón | Colombia     | + 1' 34"    |
| 3 | ONCE     | España       | + 2' 48"    |